# Королева Руська
Королева Руська (пол. Królowa Ruska, перейменована на пол. Królowa Górna Крульова Ґурна) — село в Польщі, на Лемківшині, у гміні Кам'янка-Велика Новосандецького (Новосанчівський) повіту Малопольського воєводства.
Населення — 903 особи (2011).

## Розташування
Розміщене на висоті 515 м над рівнем моря в долині потоку Королівка у Горах Грибівських (частина Низьких Бескидів).

## Історія
В 1581 році село закріпачене за волоським правом і налічувало 12 півподвір'їв і лан солтиса і попа.
За переписом 1880 року в селі налічувалося 635 мешканців (греко-католики), була дерев'яна церква, парафія (до неї належало також село Богуша) входила до Мушинського деканату Перемиської єпархії.
З листопада 1918 по січень 1920 село входило до складу Лемківської Республіки. В селі була москвофільська читальня імені Качковського. 530 селян (крім 73) на 1936 рік перейшли до Польської православної церкви.
До середини XX ст. в регіоні переважало лемківсько-українське населення. У 1939 році з 860 жителів села — 750 українців, 100 поляків і 10 євреїв. До 1945 р. в селі була греко-католицька парафія Грибівського деканату, до якої також належала Богуша, метричні книги велися з 1728 року.
Після Другої світової війни Лемківщина, попри сподівання лемків на входження в УРСР, була віддана Польщі, а корінне українське населення примусово-добровільно вивозилося в СРСР. Згодом, у період між 1945 і 1947 роками, у цьому районі тривала боротьба між підрозділами УПА та радянським військами. Ті, хто вижив, 1947 року під час Операції Вісла були ув'язнені в концтаборі Явожно або депортовані на понімецькі землі Польщі, натомість заселено поляків.
Польські історики всупереч історичним реаліям твердять про початкове польське населення Лемківщини, яке невідомо коли і невідомо чому раптом стало лемківським, але саме такі антиісторичні твердження стали підставою для державного етноциду українців поляками.
У 1975—1998 роках село належало до Новосондецького воєводства.

## Демографія
Демографічна структура станом на 31 березня 2011 року:
|          | Загалом | Допрацездатний вік | Працездатний вік | Постпрацездатний вік |
| -------- | ------- | ------------------ | ---------------- | -------------------- |
| Чоловіки | 465     | 143                | 291              | 31                   |
| Жінки    | 438     | 126                | 247              | 65                   |
| Разом    | 903     | 269                | 538              | 96                   |

## Відомі особистості
Народилися
- Лев Сембратович (1844—1910)  — греко-католицький священник і сяніцький декан, парох у Чертежі у 1885—1910 роках
- Теофіль Сембратович (1853—1901) — греко-католицький священник, ректор Греко-католицької духовної семінарії (1883—1893) і парох церкви святої Варвари (1883—1899) у Відні.